# Maine Red Claws 2011-2012
La stagione 2011-12 dei Maine Red Claws fu la 3ª nella NBA D-League per la franchigia.
I Maine Red Claws arrivarono sesti nella Eastern Conference con un record di 21-29, non qualificandosi per i play-off.

## Roster
| N° | Naz.                   | Ruolo | Sportivo         | Anno | Alt. | Peso |
| -- | ---------------------- | ----- | ---------------- | ---- | ---- | ---- |
| 4  | Stati Uniti (bandiera) | G     | Tyc Snow         | 1985 | 170  | 75   |
| 7  | Stati Uniti (bandiera) | G     | Darren Cooper    | 1983 | 191  | 88   |
| 7  | Stati Uniti (bandiera) | G     | Mike Gerrity     | 1986 | 185  | 86   |
| 7  | Stati Uniti (bandiera) | G     | Jerome Randle    | 1987 | 175  | 77   |
| 10 | Stati Uniti (bandiera) | G     | Kenny Hayes      | 1987 | 188  | 79   |
| 11 | Stati Uniti (bandiera) | G     | Courtney Pigram  | 1985 | 185  | 88   |
| 12 | Stati Uniti (bandiera) | GA    | Ricky Davis      | 1979 | 201  | 88   |
| 12 | Stati Uniti (bandiera) | G     | J.R. Reynolds    | 1984 | 188  | 86   |
| 12 | Stati Uniti (bandiera) | G     | Corey Stokes     | 1988 | 196  | 100  |
| 13 | Stati Uniti (bandiera) | G     | Xavier Silas     | 1988 | 196  | 90   |
| 13 | Stati Uniti (bandiera) | GA    | Maze Stallworth  | 1988 | 193  | 98   |
| 14 | Stati Uniti (bandiera) | GA    | Cedric Bozeman   | 1983 | 198  | 98   |
| 14 | Stati Uniti (bandiera) | G     | Durrell Summers  | 1989 | 193  | 93   |
| 15 | Stati Uniti (bandiera) | G     | Antonio Anderson | 1985 | 198  | 98   |
| 17 | Stati Uniti (bandiera) | A     | Joe Trapani      | 1988 | 203  | 105  |
| 21 | Stati Uniti (bandiera) | G     | Morris Almond    | 1985 | 196  | 95   |
| 23 | Stati Uniti (bandiera) | A     | Evan Fjeld       | 1988 | 203  | 98   |
| 23 | Stati Uniti (bandiera) | A     | Lawrence Hill    | 1987 | 203  | 107  |
| 24 | Stati Uniti (bandiera) | GA    | Paul Harris      | 1986 | 196  | 100  |
| 32 | Stati Uniti (bandiera) | GA    | Jamar Abrams     | 1989 | 198  | 98   |
| 32 | Stati Uniti (bandiera) | A     | DeShawn Sims     | 1988 | 203  | 102  |
| 33 | Stati Uniti (bandiera) | A     | Craig Brackins   | 1987 | 208  | 104  |
| 33 | Stati Uniti (bandiera) | A     | Chris Wright     | 1988 | 203  | 102  |
| 34 | Stati Uniti (bandiera) | A     | Justin Brownlee  | 1988 | 201  | 104  |
| 42 | Senegal (bandiera)     | C     | Hamady N'Diaye   | 1987 | 213  | 107  |
| 42 | Stati Uniti (bandiera) | C     | Mike Tisdale     | 1989 | 216  | 111  |
| 44 | Stati Uniti (bandiera) | A     | Dominic Calegari | 1987 | 208  | 109  |
| 50 | Stati Uniti (bandiera) | C     | Anthony Kent     | 1983 | 208  | 102  |

## Staff tecnico
- Allenatore: Dave Leitao
- Vice-allenatori: Donyell Marshall
- Preparatore atletico: Pete Dewar